# Pedro Herrera
Herrera  Moreno est un nom espagnol. Le premier nom de famille, en général paternel, est Herrera ; le second, en général maternel, souvent omis, est Moreno.
Pour les articles homonymes, voir Herrera et Moreno.
Pedro Antonio Herrera Moreno, né le 7 octobre 1986 à Tunja (département de Boyacá), est un coureur cycliste colombien. Il remporte la majeure partie de ses victoires dans son pays natal.

## Repères biographiques

### Année 2013
Il profite de ses qualités de rouleur et de l'absence des principales formations du pays pour étoffer son palmarès dans des courses à étapes du calendrier national colombien.
Membre de la formation EBSA - Indeportes Boyacá, dirigée par l'ancien champion Rafael Antonio Niño, il met à profit l'absence des EPM-UNE et des Aguardiente Antioqueño - Lotería de Medellín pour s'imposer, en août, dans le Clásico Club Deportivo Boyacá. Il comble l'écart, concédé le premier jour, dans le contre-la-montre de clôture et remporte la première course à étapes de sa carrière. De même, en fin de saison, Pedro Herrera s'impose dans le prologue puis dans la troisième étape d'une course au plateau dégarni, la Vuelta a Cundinamarca. Cependant, il échoue au classement général, alors qu'il en était devenu le favori.
Le reste de la saison, il signe une victoire remarquable dans le contre-la-montre de la Clásica de Girardot, devant, cette fois, toute l'élite du cyclisme colombien. Se détache également deux accessits dans des épreuves chronométrées : sixième du championnat de Colombie et troisième de l'ultime étape du Clásico RCN. Il finit l'année par un séjour au Mexique, où il renforce l'équipe locale Arenas Tlax Mex. Il s'y distingue en s'adjugeant la Clásica Ciclista Feria de Tlaxcala. Début décembre, l'équipe Formesán - Bogotá Humana - ETB annonce la signature du dernier vainqueur du Clásico RCN, Camilo Gómez, ainsi que l'arrivée de Pedro Herrera.

### Année 2014
En janvier, il accompagne son leader Félix Cárdenas au Venezuela, pour disputer le Tour du Táchira. Malgré l'espoir d'en gagner plusieurs, sa formation s'adjuge, seulement, l'ultime étape. À San Cristóbal, Herrera remporte sa première victoire dans une course de l'UCI America Tour, en faussant compagnie au peloton à quelques kilomètres de l'arrivée.

## Palmarès et résultats

### Palmarès par année
- 2008
  - Prologue de la Clásica del Meta
- 2009
  - 3e de la Vuelta a Chiriquí
- 2011
  - 3e de la Vuelta a Aguazul
- 2012
  - 2e et 3e étapes de la Clásica Club Deportivo Boyacá
- 2013
  - 4e étape de la Clásica Ciudad de Girardot
  - Clásica Club Deportivo Boyacá :
    - Classement général
    - 3e étape

  - Prologue et 3e étape de la Vuelta a Cundinamarca
- 2014
  -  Champion panaméricain du contre-la-montre
  -  Champion de Colombie du contre-la-montre
  - 10e étape du Tour du Táchira
- 2015
  - 2e étape de la Clásica Club Deportivo Boyacá
  - 3e de la Clásica Club Deportivo Boyacá
- 2017
  - 1re étape de la Clásica Ciudad de Soacha (contre-la-montre)

### Classements mondiaux
| Année            | 2009 | 2010 | 2011 | 2012 | 2013 | 2014 |
| ---------------- | ---- | ---- | ---- | ---- | ---- | ---- |
| UCI America Tour | 425e |      |      |      |      | 52e  |